# Herbert Adler
Herbert Adler (* 2. April 1935 in Bochum; † 10. Oktober 2023 in Hildesheim) war ein deutscher Schauspieler und Regisseur.

## Leben
Adler besuchte nach dem Schulabschluss die Schauspielschule in seiner Geburtsstadt und erhielt im Jahre 1952 sein erstes Engagement in Dortmund. Weitere Engagements führten ihn nach Gelsenkirchen, Würzburg, Kiel und ans Staatstheater Braunschweig, ehe er ab 1964 unter dem Intendanten Hans Schalla ans Schauspielhaus Bochum engagiert wurde. An diesem Theater begann er ab 1969 seine Tätigkeit als Regisseur.
Ab 1972 war Herbert Adler als freischaffender Schauspieler und Regisseur tätig.
Von 1975 bis 1977 war Adler Künstlerischer Leiter am Stadttheater Hildesheim und ab 1977 absolvierte er Gastregien und übernahm Schauspielrollen an mehreren Bühnen in Deutschland und im Ausland, wie etwa in Bern, St. Gallen, an der Staatsoper Prag oder am Teatro Colón in Buenos Aires.
Ab 2002 war Herbert Adler leitender Regisseur beim Richard Wagner Festival Wels.

## Repertoire (Auswahl)
- Othello in Othello von William Shakespeare
- Galotti in Emilia Galotti von Gotthold Ephraim Lessing
- Adam in Der zerbrochne Krug von Heinrich von Kleist
- George in Wer hat Angst vor Virginia Woolf? von Edward Albee
- Bruscon in Der Theatermacher von Thomas Bernhard
- Rudolf Höller in Vor dem Ruhestand von Thomas Bernhard
- Bluntschli in Helden von George Bernard Shaw

## Regiearbeiten (Auswahl)

### Oper
- Jenůfa von Leoš Janáček am Teatro Colón
- Pique Dame von  Pjotr Iljitsch Tschaikowski am Teatro Colón
- Don Carlos von Giuseppe Verdi an der Staatsoper Prag
- Boris Godunow von Modest Mussorgski an der Staatsoper Prag
- Siegfried, Parsifal, Der fliegende Holländer, Lohengrin, Tristan und Isolde, Tannhäuser von Richard Wagner beim Richard Wagner Festival Wels
- Die Entführung aus dem Serail von Wolfgang Amadeus Mozart
- Margarethe von Charles Gounod
- Der Barbier von Sevilla von Gioachino Rossini

### Operette
- Die lustige Witwe von Franz Lehár
- Der Vogelhändler von Carl Zeller
- Die Csárdásfürstin von Emmerich Kálmán
- Der Bettelstudent von Carl Millöcker
- Orpheus in der Unterwelt von Jacques Offenbach

### Musical
- Oklahoma! von Richard Rodgers
- Der Mann von La Mancha von Mitch Leigh
- Irma la Douce von Marguerite Monnot

### Schauspiel
- Don Karlos von Friedrich Schiller
- Maria Stuart von Friedrich Schiller
- Adam und Eva von Peter Hacks